# Eleanor Coade
Eleanor Coade (ou Elinor Coade), (24 juin 1733-18 novembre 1821), est une femme d'affaires britannique, connue pour la fabrication et la commercialisation de la pierre de Coade, une céramique employée en sculpture et pour de l'ornementation de 1769 à 1833.
Sa manufacture de pierre de Coade est installé à Lambeth, Londres en 1769, sur le site actuel du Royal Festival Hall, d'où elle domine le marché de la pierre d'ornement durant près de 50 ans.

## Biographie

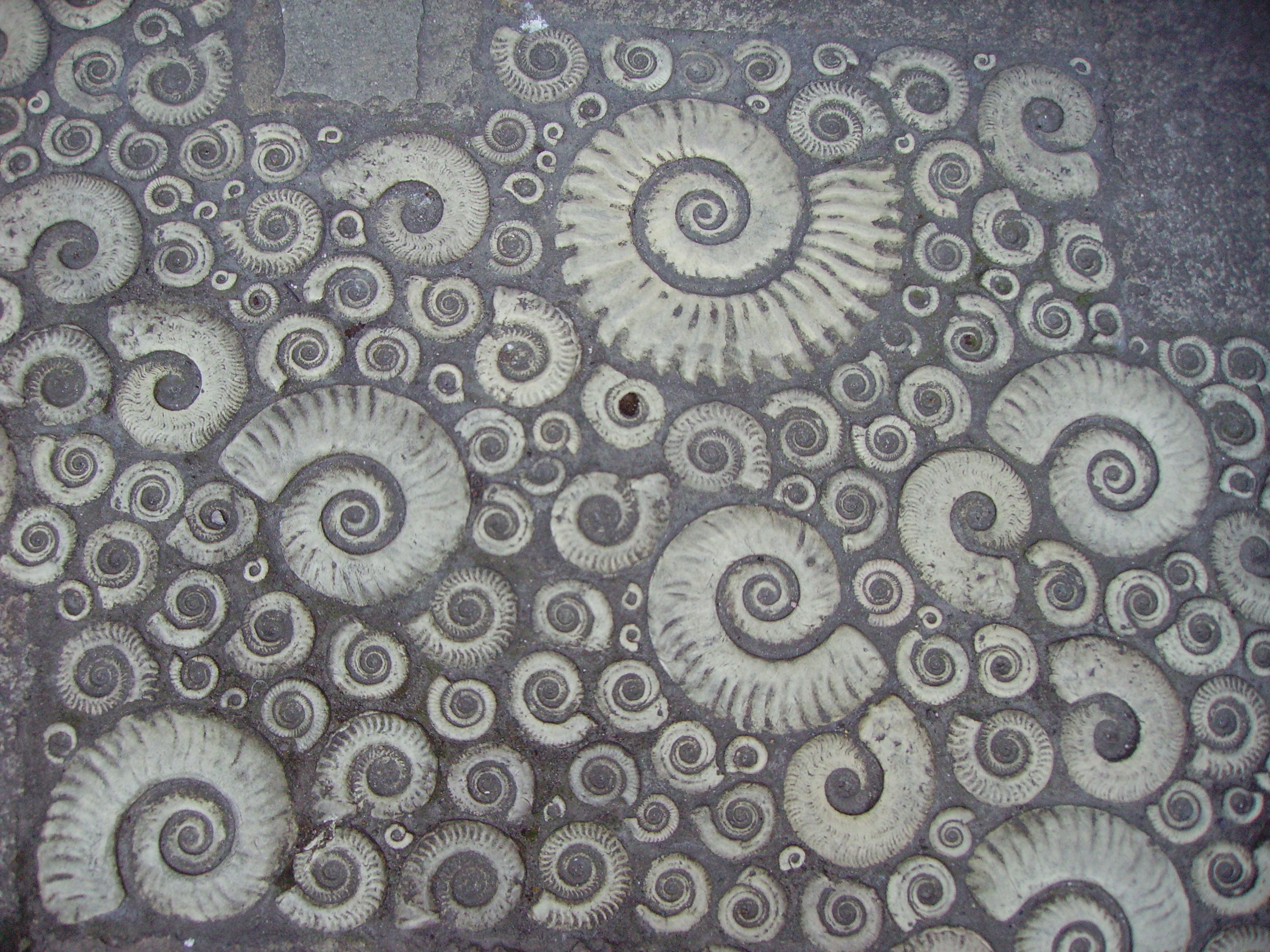
Ammonites sur la chaussée à côté du musée Philpot Museum à Lyme Regis.

Eleanor Coade naît le 24 juin 1733 à Exeter dans le Devon, ses parents sont George et Eleanor Coade. Après la mort de son père, elle et sa mère s'installe à Londres.
Dans les années 1770, John Bacon commence à travailler avec Eleanor, c'est lui qui produit une partie significative des moules jusqu'à sa mort en 1799, il ne sera crédité de ce travail qu'après sa mort. Après la mort de Bacon, Eleanor s'associe avec John Sealey, un cousin du côté de sa mère, la firme devient alors Coade and Sealey. À la mort de Sealey en 1813, Eleanor engage William Croggon qui dirige l'usine puis qui la rachètera après la mort de Mrs Coade. La firme fera faillite en 1833.

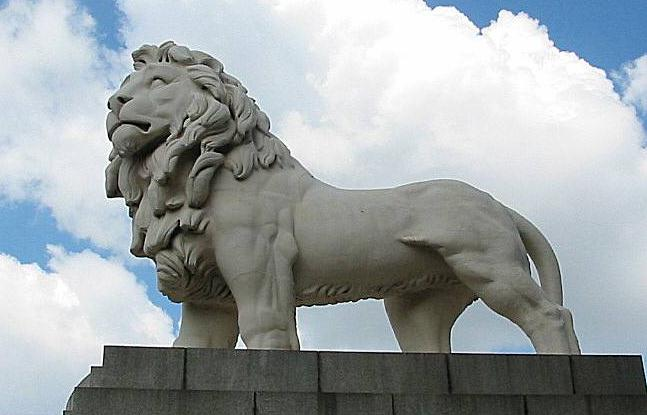
The Red Lion.

Son succès comme femme d'affaires est rare à cette époque, elle devient la plus grande productrice de céramique d'art au Royaume-Uni. L'usine produit des statues et toutes sortes d'ornements, le temps a montré que les artefacts produits sont très durable et résistent aussi bien au climat qu'à l'atmosphère corrosive de Londres. Elle compte des clients prestigieux, George III et d'autres membres de la haute noblesse du Royaume-Uni. Après la mort d'Eleanor Code, la firme périclite et fait faillite en 1833.
Eleanor Coade meurt à Camberwell, Londres le 18 novembre 1821.

## Vie personnelle
Elle était chrétienne baptiste .